# Tagishi-mimi-no-mikoto
Tagishi-mimi-no-mikoto (siglo VI a. C.) fue un príncipe japonés, probablemente legendario.

## Datos biográficos
El príncipe Tagishi-mimi es un personaje del Kojiki, la crónica legendaria de los primeros tiempos del Japón. Era hijo del primer monarca nipón, el Emperador Jinmu y de su primera esposa principal, Ahira-hime. A la muerte del monarca se casó, probablemente a la fuerza, con la segunda esposa de su padre, la emperatriz Isuke-yori. Su intención era eliminar a los jóvenes hijos que ésta había tenido con el difunto monarca. Sin embargo, la madre pudo prevenir a sus hijos mediante una canción.
Poco después, dos de ellos, los príncipes Kamu-yai y Kamu-nunakawa se adelantaron al traidor y le dieron muerte. Fue el segundo de éstos el que fue más valeroso y mató con sus propias manos a su hermanastro. Por ello le fue reconocida la preeminencia a pesar de ser el menor y pudo reinar con el nombre de Emperador Suizei.